# Heisterbacher Talbahn
| Spurweite: | 750 mm (Schmalspur) |                                 |                                 |
| |                     |                                 |                                 |
| \| \| 0,0 \| Niederdollendorf \| Niederdollendorf \| \| \| \| von Rheinlager \| \| \| \| \| Siebengebirgsbahn (ab 1911) \| \| \| \| 1,1 \| nach Römlinghovenerberg \| nach Römlinghovenerberg \| \| \| 1,2 \| Betriebswerk \| Betriebswerk \| \| \| \| Oberdollendorfer Viadukt \| \| \| \| 2,0 \| Oberdollendorf \| Oberdollendorf \| \| \| 2,4 \| Luftbahn \| Luftbahn \| \| \| 3,5 \| Heisterbach \| Heisterbach \| \| \| 4,6 \| Weilberg Verschönerungsweg \| Weilberg Verschönerungsweg \| \| \| \| Basaltbruch Weilberg[1] \| \| \| \| 4,8 \| Auf dem Scheid \| Auf dem Scheid \| \| \| 6,0 \| Heisterbacherrott \| Heisterbacherrott \| \| \| 6,1 \| Basaltbruch Limberg \| Basaltbruch Limberg \| \| \| 6,2 \| Freiladegleis \| Freiladegleis \| \| \| 6,5 \| Steinbruch Uhrmacher \| Steinbruch Uhrmacher \| \| \| 6,8 \| Grengelsbitze \| Grengelsbitze \| \| \| \| Basaltbruch Großer Scharfenberg \| \| |                     |                                 |                                 |
| Kopfbahnhof Streckenanfang (Strecke außer Betrieb) | 0,0                 | Niederdollendorf                | Niederdollendorf                |
| Abzweig geradeaus und von links (Strecke außer Betrieb) |                     | von Rheinlager                  | von Rheinlager                  |
| Kreuzung geradeaus unten (Strecken außer Betrieb) |                     | Siebengebirgsbahn (ab 1911)     | Siebengebirgsbahn (ab 1911)     |
| Abzweig geradeaus und nach links (Strecke außer Betrieb) | 1,1                 | nach Römlinghovenerberg         | nach Römlinghovenerberg         |
| Dienststation / Betriebs- oder Güterbahnhof (Strecke außer Betrieb) | 1,2                 | Betriebswerk                    | Betriebswerk                    |
| Brücke (Strecke außer Betrieb) |                     | Oberdollendorfer Viadukt        | Oberdollendorfer Viadukt        |
| Haltepunkt / Haltestelle (Strecke außer Betrieb) | 2,0                 | Oberdollendorf                  | Oberdollendorf                  |
| Bahnhof (Strecke außer Betrieb) | 2,4                 | Luftbahn                        | Luftbahn                        |
| Bahnhof (Strecke außer Betrieb) | 3,5                 | Heisterbach                     | Heisterbach                     |
| Haltepunkt / Haltestelle (Strecke außer Betrieb) | 4,6                 | Weilberg Verschönerungsweg      | Weilberg Verschönerungsweg      |
| Abzweig geradeaus und von links (Strecke außer Betrieb) |                     | Basaltbruch Weilberg            | Basaltbruch Weilberg            |
| Bahnhof (Strecke außer Betrieb) | 4,8                 | Auf dem Scheid                  | Auf dem Scheid                  |
| Haltepunkt / Haltestelle (Strecke außer Betrieb) | 6,0                 | Heisterbacherrott               | Heisterbacherrott               |
| Blockstelle (Strecke außer Betrieb) | 6,1                 | Basaltbruch Limberg             | Basaltbruch Limberg             |
| Blockstelle (Strecke außer Betrieb) | 6,2                 | Freiladegleis                   | Freiladegleis                   |
| Blockstelle (Strecke außer Betrieb) | 6,5                 | Steinbruch Uhrmacher            | Steinbruch Uhrmacher            |
| Bahnhof (Strecke außer Betrieb) | 6,8                 | Grengelsbitze                   | Grengelsbitze                   |
| Strecke (außer Betrieb) |                     | Basaltbruch Großer Scharfenberg | Basaltbruch Großer Scharfenberg |

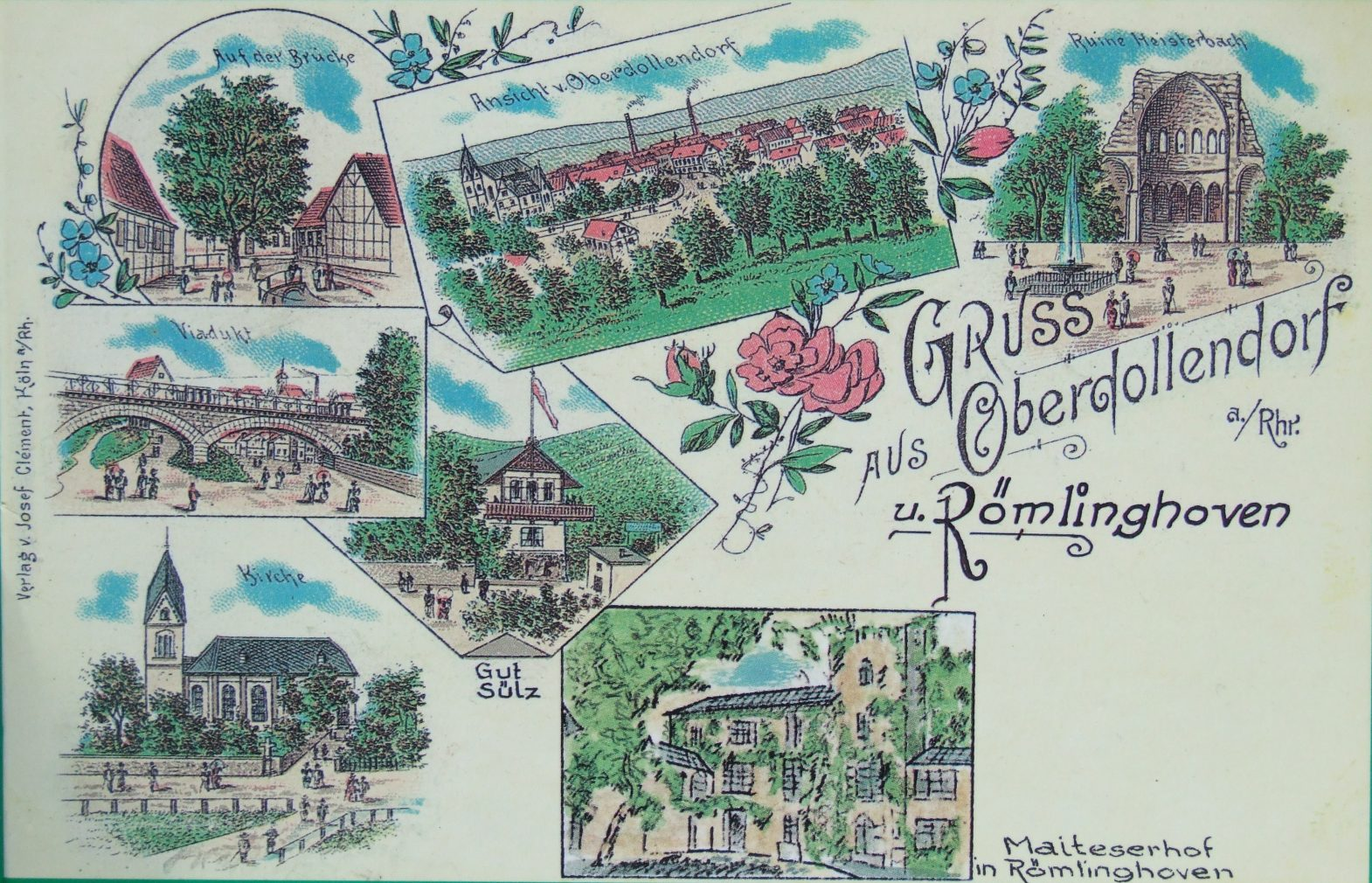
Oberdollendorfer Viadukt der Talbahn auf einer Postkarte der Jahrhundertwende

Die Heisterbacher Talbahngesellschaft (HTB) war ein deutsches Verkehrsunternehmen, das eine Schmalspurbahn (mit 750 mm Spurweite) vom Rheintal in das Siebengebirge betrieb. Sie führte von Niederdollendorf über Oberdollendorf, Kloster Heisterbach, Heisterbacherrott und Thomasberg bis zur Grengelsbitze.

## Geschichte
Im Jahr 1889 wurde der Bau begonnen. Am 22. Oktober 1891 konnte die (ohne Stichbahnen) 7,2 Kilometer lange Strecke eröffnet werden; eine Erweiterung folgte 1894. Im Jahr 1895 pachtete die Brölthaler Eisenbahn AG, die spätere Rhein-Sieg-Eisenbahn AG, die im Vulkangebiet des Westerwalds mehrere Basaltsteinbrüche erschlossen hatte und die HTB als Konkurrenz ansah, deren Betrieb. Im Jahr 1901 – nach anderen Quellen am 8. Oktober 1903 – wurde die HTB von der RSE erworben und die HTB liquidiert. Aufgrund des Baus der ersten Teilstrecke der Siebengebirgsbahn 1910/1911 war bei Oberdollendorf eine Absenkung der zu überführenden Trasse der Heisterbacher Talbahn um zwei Meter erforderlich.
Die Bahn diente hauptsächlich dem Abtransport von Erzeugnissen aus den diversen Steinbruchbetrieben, der Braunkohle aus Thomasberg und den Abstichen von Ton zur Hauptbahnstrecke nach Niederdollendorf (wo nach 1888 ein Güterbahnhof gebaut wurde), vor allem aber zur Verladestelle am Rhein. Bis 1930 wurde auch öffentlicher Personenverkehr angeboten, Fahrpläne geben eine Fahrtdauer von etwa 35 Minuten für die Strecke von Grengelsbitze bis Niederdollendorf an. Die Einstellung des Personenverkehrs erfolgte, nachdem bereits 1926 die Strecke Dollendorf–Oberpleis von Omnibussen der Rhein-Sieg-Eisenbahn übernommen worden war.
Die Reisezugwagen der Heisterbacher Talbahn wechselten später zur Rhein-Sieg Eisenbahn AG. Eine historische Aufnahme aus Quirrenbach mit RSE-Dampflokomotive 52 zeugt davon.
Eine Verbindung zwischen der Heisterbacher Talbahn (750 mm) und der Rhein-Sieg-Eisenbahn (785 mm) war geplant. Eine Querverbindung von Heisterbacherrott (HTB) aus quer durch das Siebengebirge nach Herresbach/Oberpleis (RSE) hätte dazu verwirklicht und die komplette Heisterbacher Talbahn auf die Spurweite der RSE umgespurt werden müssen. Damit hätte ein gegenseitiger Tausch der Wagenumläufe stattfinden können. Aufgrund der aufwändigen und schwierigen Umsetzung wurde dieser Plan im Laufe der Jahre aufgegeben.
Der Güterverkehr, der stets die wichtigste Einnahmequelle darstellte, wurde auf der Hauptstrecke 1942 eingestellt und die abgebauten Gleise gingen in die östlichen Frontgebiete. Manche Gleisreste wurden erst nach dem Krieg entfernt, im Dezember 1949 das Viadukt in Oberdollendorf abgebrochen. Der letzte Zug auf den Stichstrecken nach Römlinghoven (Tontransport) und zu den Fabriken fuhr 1950.

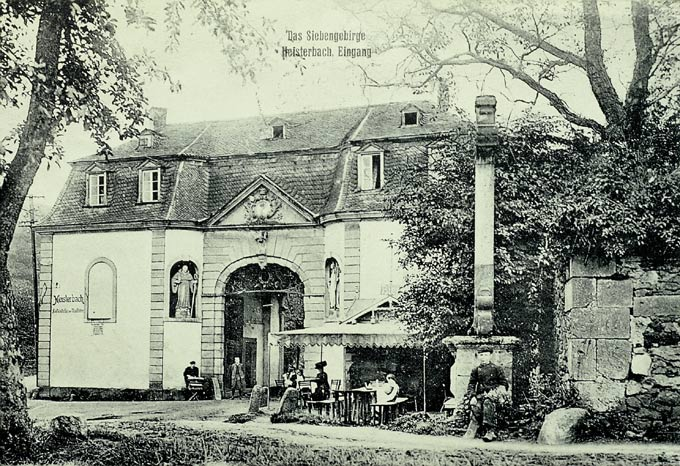
Ansicht des HTB-Haltepunkts Heisterbach zu Betriebszeiten der Bahn
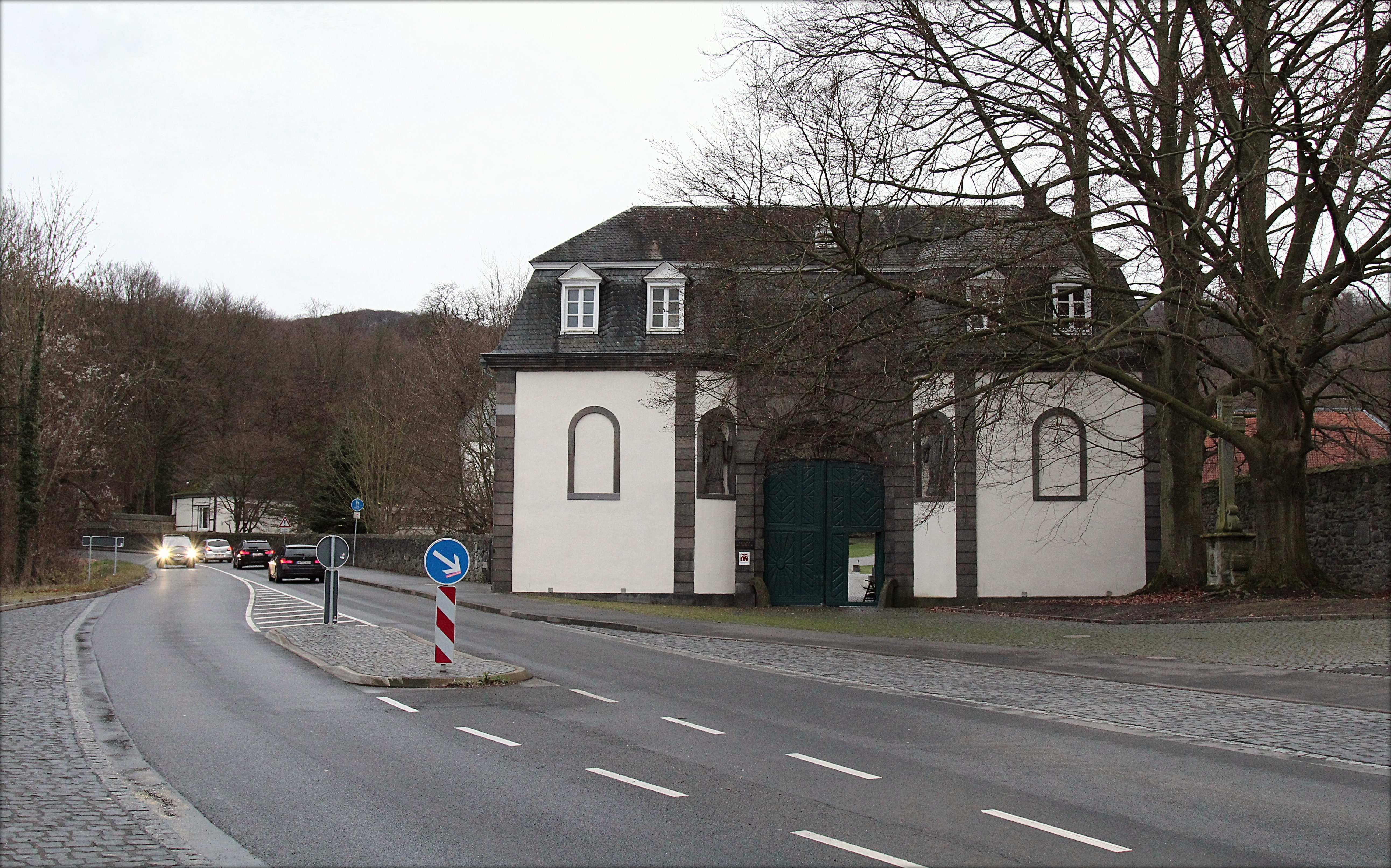
Ehemaliger HTB-Haltepunkt Heisterbach im Januar 2016, links lagen die 750-mm-Gleise
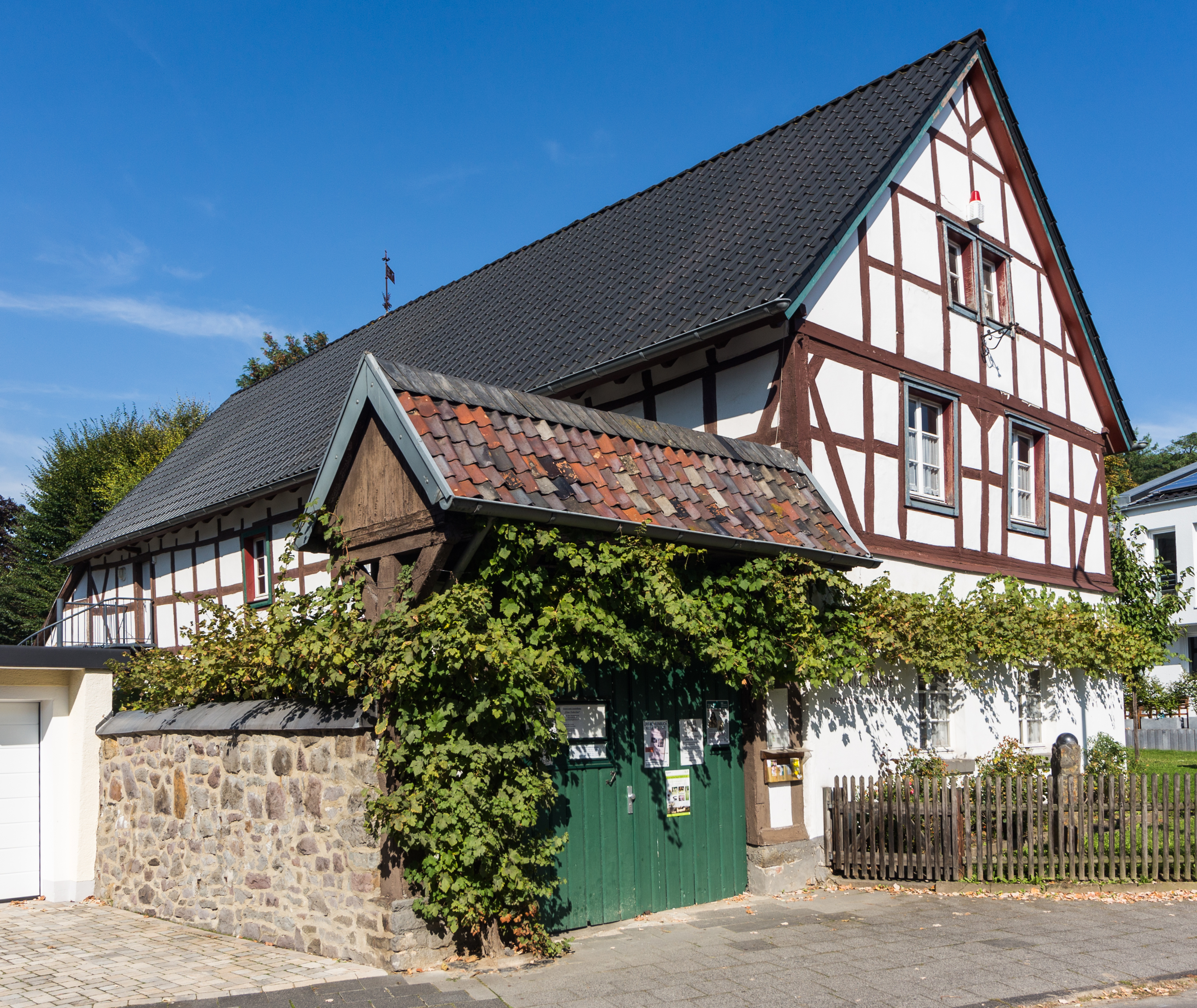
Das Oberdollendorfer Brückenhofmuseum beschäftigt sich mit der Geschichte der Heisterbacher Talbahn.
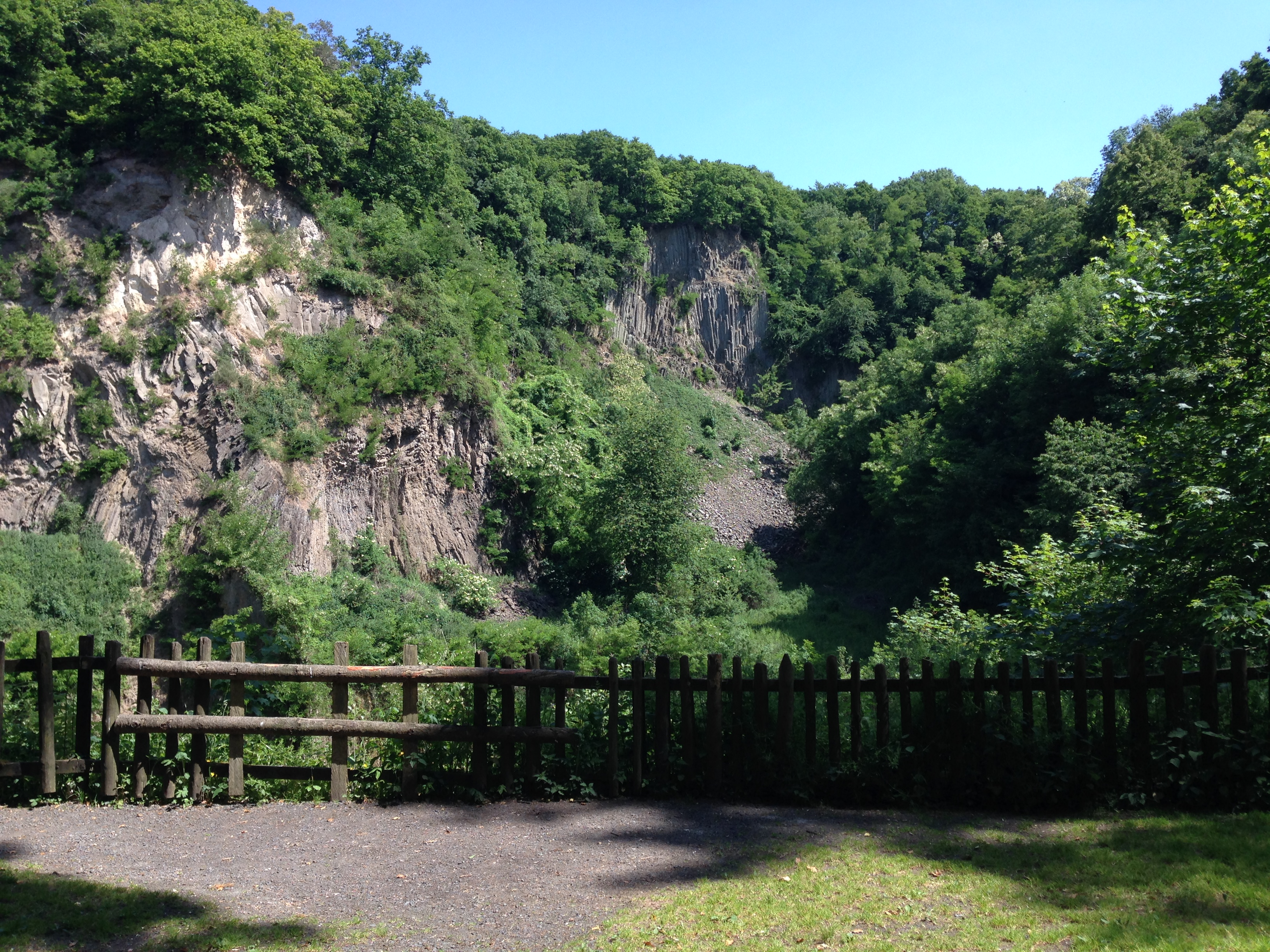
Der ehemalige Steinbruch am Weilberg wurde einst von der HTB bedient. Der hölzerne Zaun besteht teils aus ehemaligen Schienen, vermutlich den letzten erhaltenen der HTB.
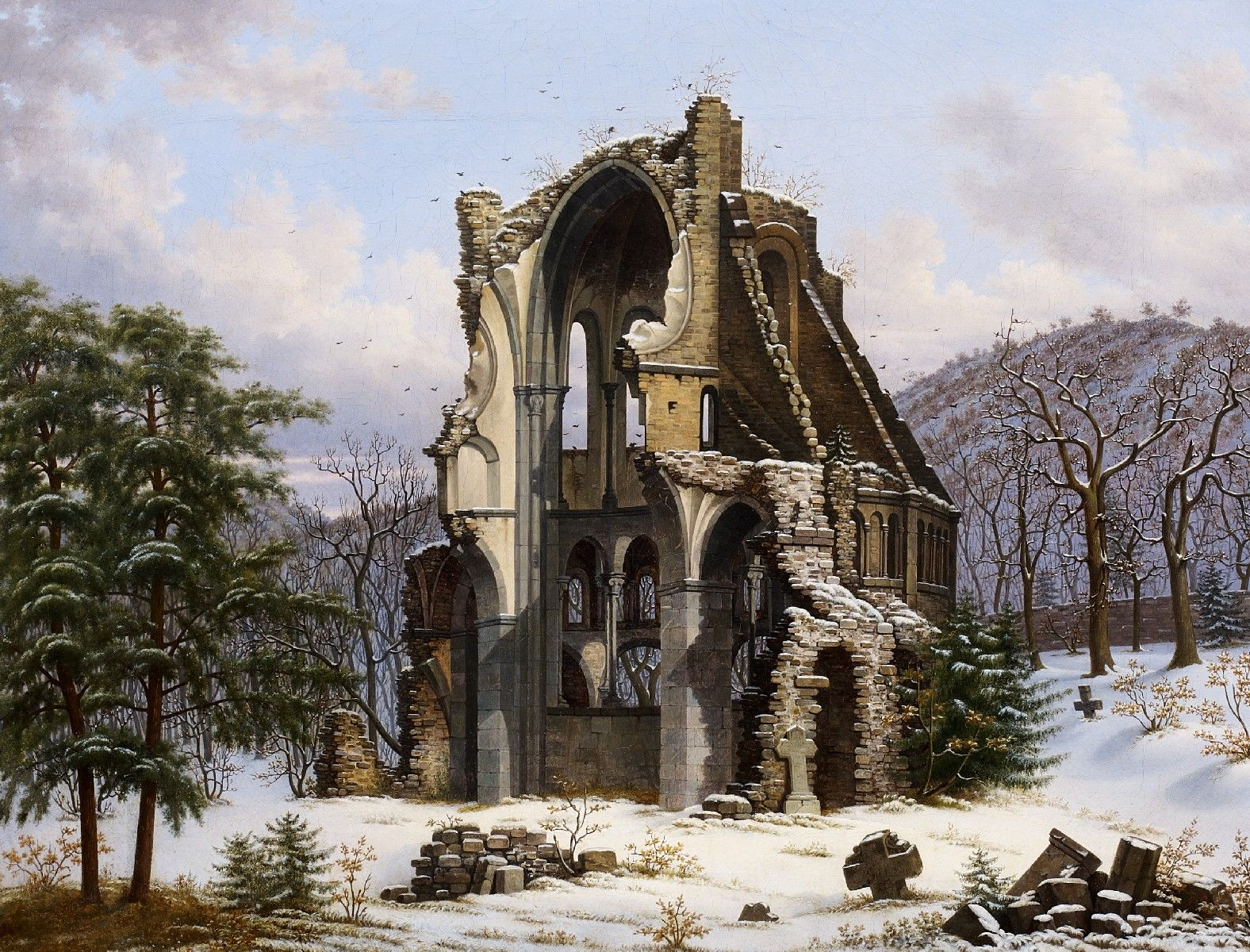
Klosterruine Heisterbach, touristisch durch die HTB erschlossen

## Stichbahnen von der Hauptstrecke
- Stichbahn von der Grengelsbitze zur Verladestelle des Steinbruchs Scharfenberg, Länge etwa 1,5 km
- Stichbahn von der Grengelsbitze zum Braunkohlebergwerk in Thomasberg im Limperichsberg
- Stichbahn zur Verladestelle am Steinbruch Weilberg, diese Strecke hatte als einzige einen kurzen Tunnel
- Stichbahn zur Talstation der Seilbahn der Tonförderung Brocksiefen
- Stichbahn zur Talstation der Luftbahn des Steinbruchs am Petersberg
- Stichbahn zu den zwei Tonladestellen an den Talstationen der zwei Flachseilbahnen am Karschberg in Römlinghoven
- Stichbahn zu den Verladestellen am Rhein